# Foot Fungus
„Foot Fungus” – piosenka amerykańskiego rapera Ski Mask the Slump Goda. Utwór pochodzi z debiutanckiego albumu studyjnego Ski Mask the Slump Goda, Stokeley. Utwór wyprodukował Kenny Beats.

## Tło
„Foot Fungus” było wielokrotnie zapowiadane, wzbudzając szum wokół piosenki na kilka miesięcy przed jej wydaniem.
Podczas gdy wielu spodziewało się, że tytuł utworu będzie nosił nazwę „Okay”, Ski  na swoim koncie na Instagramie ogłosił, że tytuły utworów na jego albumie zostały zmienione, a tytuł piosenki ostatecznie będzie brzmiał „Foot Fungus”.
Piosenka w 2021 r. stała się popularnym virallem na TikToku i zgromadziła miliony odsłuchań. Popularność piosenki doprowadziła do tego że pokryła się ona platyną i weszła na 81. miejsce na liście Hot 100.

## Pozycje na listach
| Lista                                 | Pozycja |
| ------------------------------------- | ------- |
| Kanada (Canadian Hot 100)             | 72      |
| Nowa Zelandia (RMNZ)                  | 8       |
| USA Billboard Hot 100                 | 81      |
| USA Hot R&B/Hip-Hop Songs (Billboard) | 45      |

## Certyfikaty
| Kraj       | Certyfikat | Ilość sprzedanych egzemplarzy |
| ---------- | ---------- | ----------------------------- |
| USA (RIAA) | Platyna    | 1,000,000                     |